# Швидкі радіосплески
Швидкі радіосплески, від англ. Fast Radio Bursts (FRB) — поодинокі радіоімпульси тривалістю кілька мілісекунд невідомої природи, що реєструються радіотелескопами. Типова енергія сплесків, за оцінками, еквівалентна викиду в космічний простір енергії, що випускається Сонцем протягом декількох днів.

## Відкриття
Вперше і абсолютно випадково швидкий радіосплеск був виявлений в лютому 2007 року. Група Дункана Лорімера (Duncan R. Lorimer), професора Університету Західної Вірджинії, в пошуках сигналів пульсарів проводила обробку результатів спостережень шестирічної давності австралійського 64-метрового радіотелескоп а Паркс (Parkes) Державного об'єднання наукових і прикладних досліджень (CSIRO). Аналізуючи архіви, Девід Наркевич (David Narkevic), аспірант Д. Лорімера, зауважив незвичайний радіосигнал.
Сигнал був одиничним, потужним, але дуже коротким — кілька мілісекунд. Його перевірка зайняла близько п'яти років. Цей перший зареєстрований сплеск (FRB 010724) іноді називають по імені керівника групи першовідкривачів — сплеск Лорімера (Lorimer burst).

## Існуючі гіпотези
Єдиної, загальновизнаної наукової гіпотези утворення швидких радіосплесків не існує. Обговорюються наступні можливі варіанти:
- Земний сигнал, який продукується технічними пристроями[6][7].
- Позагалактичне джерело, тобто радіосплеск як наслідок якоїсь екзотичної події, на зразок злиття двох нейтронних зірок[8], «останнього подиху» чорної діри, описаного британським фізиком Стівеном Хокінгом, або бліцара (події перетворення важкого пульсара в чорну діру)[9][10][11].
- Галактичне джерело. Зокрема, за припущенням Аві Лоеба (Avi Loeb), професора Гарвард-Смітсонівського центру астрофізики, швидкі радіосплески випромінюються деякими зірками нашої галактики[12][13].

## Інтернет-ресурси
- FRB Catalogue. Swinburne University of Technology. Архів оригіналу за 7 січня 2017. Процитовано 7 січня 2017.
- Science — Mysterious radio bursts originate outside the Milky Way By Govert Schilling Jan. 4, 2017 [Архівовано 11 листопада 2020 у Wayback Machine.]